# La Haye-Bellefond
 La Haye-Bellefond  là một xã thuộc tỉnh Manche trong vùng Normandie tây bắc nước Pháp. Xã này nằm ở khu vực có độ cao từ 92-137 mét trên mực nước biển.